# Ostatni skaut
Ostatni skaut (ang. The Last Boy Scout) – amerykański film sensacyjny w reżyserii Tony’ego Scotta z roku 1991.

## Obsada
- Bruce Willis jako Joe Hallenbeck
- Damon Wayans jako Jimmy Dix
- Chelsea Field jako Sarah Hallenbeck
- Taylor Negron jako Milo
- Halle Berry jako Cory
- Noble Willingham jako Sheldon Marcone